# Kramers-Heisenberg-Formel
Die Kramers-Heisenberg-Formel oder Kramers-Heisenberg-Dispersionsformel ist ein mathematischer Ausdruck zur Beschreibung des Wirkungsquerschnitts bei der Streuung von Photonen an einem Elektron, das an ein Atom gebunden ist. Hendrik Kramers und Werner Heisenberg wandten sie 1925, basierend auf dem Korrespondenzprinzip, auf die klassische Dispersionsformel für Licht an. 
Die quantenmechanische Ableitung leitete Paul Dirac im Jahr 1927, noch vor der Etablierung der Quantenmechanik, ab.
Die Kramers-Heisenberg-Formel war zum Zeitpunkt der Veröffentlichung eine bedeutende Errungenschaft, denn sie erklärt unter anderem die Vorstellung der „negativen Absorption“ (stimulierte Emission), die Thomas-Reiche-Kuhn-Summenregel sowie die inelastische Streuung – bei der die Energie des gestreuten Photons {\displaystyle \hbar \omega _{k}^{\prime }} größer oder kleiner als die des einfallenden Photons {\displaystyle \hbar \omega _{k}} ist. Damit wird auch der Zusammenhang zum Raman-Effekt herstellt.

## Formel
Die Kramers-Heisenberg-Formel für Prozesse zweiter Ordnung ist
{\displaystyle {\frac {d^{2}\sigma }{d\Omega _{k^{\prime }}d(\hbar \omega _{k}^{\prime })}}={\frac {\omega _{k}^{\prime }}{\omega _{k}}}\sum _{|f\rangle }\left|\sum _{|n\rangle }{\frac {\langle f|T^{\dagger }|n\rangle \langle n|T|i\rangle }{E_{i}-E_{n}+\hbar \omega _{k}+i{\frac {\Gamma _{n}}{2}}}}\right|^{2}\delta (E_{i}-E_{f}+\hbar \omega _{k}-\hbar \omega _{k}^{\prime })}
Sie macht eine Aussage über die Wahrscheinlichkeit der Emission von Photonen der Energie {\displaystyle \hbar \omega _{k}^{\prime }} in den Raumwinkel {\displaystyle d\Omega _{k^{\prime }}} (zentriert in der {\displaystyle k^{\prime }}-Richtung), nach der Anregung des Systems mit Photonen der Energie {\displaystyle \hbar \omega _{k}}. Dabei ist {\displaystyle |i\rangle } der Anfangszustand, {\displaystyle |n\rangle } der intermediäre Zustand und {\displaystyle |f\rangle } der Endzustand des Systems mit der Energie {\displaystyle E_{i},E_{n},E_{f}}. Die Delta-Funktion {\displaystyle \delta (E)} sorgt dabei, wie auch in „Fermis Goldener Regel“, für die Energieerhaltung während des gesamten Streuprozesses. {\displaystyle T} ist dabei die Übergangsmatrix oder auch Übergangoperator. {\displaystyle \Gamma _{n}} ist die intrinsische Linienbreite (natürliche Linienbreite) des intermediären Zustandes.